# Колесов, Алексей Николаевич
Алексей Николаевич Колесов — советский хозяйственный и государственный деятель, лауреат Государственной премии СССР за выдающиеся достижения в труде.

## Биография
Родился в 1949 году на территории современной Воронежской области. Член КПСС.
В 1971—1979 годах — токарь, в 1979—1991 годах — бригадир комплексной бригады цеха ткацких станков Климовского орденов Ленина, Трудового Красного Знамени и Дружбы народов машиностроительного завода имени В. Н. Доенина.
За большой личный вклад в повышение качества и надёжности выпускаемых средств связи и бытовых приборов был в составе коллектива удостоен Государственной премии СССР за выдающиеся достижения в труде 1986 года.
Делегат XXVII съезда КПСС.
Живёт в Москве.

## Награды
- Орден Ленина
- Орден Трудовой Славы III степени